# Автопортрет з терновим намистом та колібрі
Автопортрет з терновим намистом та колібрі (ісп. Autorretrato con Collar de Espinas) — картина, роботи Фріди Кало 1940 року. Автопортрет написаний після розлучення з Дієго Ріверою та закінчення роману з фотографом Ніколасом Муреєм. Мурей придбав портрет незабаром після того, як його намалювали і зараз він є частиною колекції Ніколаса Мурея в Техаському університеті.

## Опис
Картину зазвичай інтерпретують як терапевтичну, оскільки виражає болі та муки. Акцент на обличчі виражається бровами. Колюче намисто на шиї, що спускається вниз наче коріння дерева, в ньому заплутана колібрі. Кало оточена комахами та тваринами, що надає картині відчуття джунглів. Біля правого плеча є мавпа, яка дивиться на власні руки, що рухають колючим намистом. Над головою художниці бабки й метелики. За лівим плечем Кало — чорна пантера з льодово-блакитними очима.
Стиль картини був описаний як декоративний, інтимний, мрійливий, наївний та ексцентричний. В основному є відтінки зеленого, білого та чорного. Джунглі є фоном, а позиція істот створює відчуття інсценізованої ситуації, ніби Кало влаштувала символічні елементи для передачі почуття чи ідеї.

## Символізм
Мертвий колібрі, який висить на шиї, вважається оберегом удачі для закоханості в мексиканському фольклорі. Альтернативне тлумачення полягає в тому, що кулон колібрі є символом Уіцілопочтлі, ацтекського бога війни. Тим часом, чорна пантера символізує нещастя і смерть, а мавпа — символ зла. Природний ландшафт, який зазвичай символізує родючість, контрастує зі смертельними зображеннями на передньому плані. Рівера подарував Кало мавпу-павука, отже можна припустити, що це може бути символом Рівери. З іншого боку, тернове намисто могло натякати на терновий вінець Христа. Відповідно до цього тлумачення, метелики та бабки могли символізувати її воскресіння.